# Winsted (Minnesota)
Pour l’article homonyme, voir Winsted (Connecticut).
Winsted est une ville américaine située dans le Comté de McLeod, dans le Minnesota. Selon le recensement de 2010, sa population est de 2 355 habitants.